# Allium monticola
Allium monticola är en amaryllisväxtart som beskrevs av Anstruther Davidson. Allium monticola ingår i släktet lökar, och familjen amaryllisväxter. Inga underarter finns listade i Catalogue of Life.